# Trachinotus
Trachinotus is een geslacht van straalvinnige vissen uit de familie van horsmakrelen (Carangidae).
Het geslacht is voor het eerst wetenschappelijk beschreven in 1801 door Bernard Germain de Lacépède.

## Soorten
- Trachinotus africanus (Delsman, 1941)
- Trachinotus anak (Ogilby, 1909)
- Trachinotus baillonii (Lacépède, 1801)
- Trachinotus blochii (Lacépède, 1801)
- Trachinotus botla (Shaw, 1803)
- Trachinotus carolinus (Linnaeus, 1766)
- Trachinotus cayennensis (Cuvier, 1832)
- Trachinotus coppingeri (Günther, 1884)
- Trachinotus falcatus (Valenciennes, 1833)
- Trachinotus goodei (Jordan & Evermann, 1896)
- Trachinotus goreensis (Cuvier, 1833)
- Trachinotus kennedyi (Steindachner, 1876)
- Trachinotus marginatus (Gill, 1863)
- Trachinotus maxillosus (Cuvier, 1832)
- Trachinotus mookalee (Cuvier, 1832)
- Trachinotus ovatus (Linnaeus, 1758) – Gaffelmakreel
- Trachinotus paitensis (Cuvier, 1832)
- Trachinotus rhodopus (Gill, 1863)
- Trachinotus stilbe (Jordan & McGregor, 1899)
- Trachinotus teraia (Cuvier, 1832)